# 聖洛倫索 (巴拉圭)
聖洛倫索（西班牙語：San Lorenzo）是巴拉圭的城市，由中央省負責管轄，距離首都亞松森約10公里，始建於1775年8月10日，主要經濟活動有貿易業和工業，海拔高度126米，2008年人口271,064。

## 外部連結
- World Gazeteer: Paraguay （页面存档备份，存于） – World-Gazetteer.com